# Kapitaldeckungsverfahren
Das Kapitaldeckungsverfahren oder  Kapitaldeckungsprinzip ist ein Kalkulations- und Finanzierungsverfahren von (privaten) Individualversicherungen sowie von Sozialversicherungen, die auf Pflichtmitgliedschaft beruhen.
Dabei werden die Sparanteile aus den Beiträgen der Versicherten am Kapitalmarkt angelegt und für jeden einzelnen Versicherten ein Deckungskapital gebildet, das nach dem Ansparen die zu zahlenden Leistungen abdecken soll. Alle laufenden und zukünftigen Ansprüche werden aus diesem individuellen Deckungskapital in entsprechender Höhe bedient. Der Deckungsgrad gibt darüber Auskunft, zu wie viel Prozent die Verpflichtungen mit Vermögenswerten gedeckt sind.
Ein alternatives Kalkulations- und Finanzierungsverfahren in Sozialversicherungen ist das Umlageverfahren.

## Anwartschaftsdeckungsverfahren und Kapitaldeckungsverfahren
Eine Kapitaldeckung der Versicherungsleistung gibt es in Sozialversicherungen mit Pflichtmitgliedschaft in Form des Anwartschaftsdeckungsverfahrens und des Kapitaldeckungsverfahrens (im Engeren Sinne).
Bei dem Anwartschaftsdeckungsverfahren wird nach versicherungsmathematischen Grundsätzen, also unter Berücksichtigung der Sterbewahrscheinlichkeit (Sterbetafel) und der erwarteten Kapitalverzinsung auf dem Kapitalmarkt, die notwendige Höhe des Deckungskapitals errechnet. Hieraus ergibt sich die notwendige Beitragshöhe. Aus den Beiträgen wird das Deckungskapital angespart, das auf dem Kapitalmarkt investiert wird. Nach dem Äquivalenzprinzip wird das Deckungskapital später nach und nach in Form von Rentenzahlungen ausgezahlt.
- Beispiel: Pensionskassen als Teilbereich der 2. Säule im Drei-Säulen-System (Schweiz)

Das Kapitaldeckungsverfahren ist eine Mischform zwischen Umlageverfahren und Anwartschaftsdeckungsverfahren. Auch hier wird ein nach versicherungsmathematischen Grundsätzen ermitteltes Deckungskapital angesammelt. Das Deckungskapital wird durch eine Umlage durch alle Beitragszahler gemeinsam finanziert. Das Deckungskapital ist aber geringer als im Anwartschaftsdeckungsverfahren, da ein Kapitalstock nur für die bereits eingetretenen Versicherungsfälle gebildet wird. Laufende Kosten werden im Umlageverfahren finanziert.
- Beispiel: Unfallversicherung als Teilbereich der 2. Säule im Drei-Säulen-System (Schweiz)

## Individualversicherung
Versicherungen, die nicht auf Pflichtmitgliedschaft beruhen (z. B. private Lebensversicherung), werden nach dem individuellen Äquivalenzprinzip berechnet. Die Prämien berechnen sich nach den folgenden Berechnungsgrundlagen:
1. Höhe der Versicherungsleistungen
2. Eintrittswahrscheinlichkeit
3. Laufzeit der Verträge
4. erwartbarer Zinssatz
5. Abschluss- und Verwaltungskosten

Es erfolgt eine regelmäßige Zahlung eines Geldbetrages durch den Versicherungsnehmer. Die Abschluss- und Verwaltungskosten sowie eine evtl. Absicherung des noch nicht durch Deckungskapital abgedeckten Risikos werden aus den Beitragszahlungen finanziert. Der Restbetrag wird am Kapitalmarkt angelegt. Hieraus bildet sich das Deckungskapital. Jeder Versicherte wird als eigenes Konto geführt, dessen Höhe ausschließlich durch die eigenen Beiträge bestimmt wird. Die Bildung des Deckungskapitals ist in vielen Fällen gesetzlich geregelt. Das Deckungskapital wird im Leistungsfall je nach Vereinbarung auf einen Schlag oder nach und nach ausgezahlt.
Beispiele:
- Private Lebensversicherungen
- Riester-Rente, Rürup-Rente
- Alterungsrückstellung in der privaten Krankenversicherung

## Geschichte
Die von Otto von Bismarck 1889 erstmals eingeführte Rentenversicherung wurde als Kapitaldeckungsverfahren gestaltet.
Nach dem Ersten Weltkrieg wurden die Reserven der Rentenversicherung durch die darauf folgende Hyperinflation weitgehend entwertet. So war das Reinvermögen der Deutschen Rentenbank von 2,12 Mrd. Mark (im Jahr 1914) binnen eines Jahrzehnts auf einen Rest von nur noch 14,6 % der Summe zusammengeschmolzen. Das im Abschnitt „Risiken“ geschilderte Risiko des Kapitalverlustes war eingetreten. Als Reaktion darauf begann man, in gewissem Umfang Rentenzahlungen aus eingehenden Beiträgen (d. h. nach dem Umlageverfahren) zu finanzieren, und der Staat half mit Steuermitteln aus. Dennoch waren massive Leistungskürzungen unvermeidlich. 
Von kurzen Perioden abgesehen kam nie eine ausreichende Kapitaldeckung zustande. Insbesondere Inflation und die beiden Weltkriege machten den Versuch zunichte. Daher wurde das Rentensystem auch schon lange vor 1957 faktisch in einer Art Umlageverfahren betrieben. Das System der Kapitaldeckung wurde 1957 in der Rentenreform 1957 unter Konrad Adenauer zu einem Umlageverfahren mit dynamischer Rente umgebaut. Hierdurch wurde es möglich, die ökonomische Situation der Rentner schlagartig zu verbessern. Das Restkapital der Versicherung wurde in den Folgejahren verzehrt. Bedingt durch den folgenden wirtschaftlichen Aufschwung und den Anstieg der Bevölkerung verstummten in den Folgejahren die Kritiker, die einen Wiederaufbau des Kapitalstocks forderten. Seit dem Pillenknick wurden in Fachkreisen die Vor- und Nachteile des Kapitaldeckungsverfahrens wieder verstärkt diskutiert. In Deutschland wurden gemäß dem Vorschlag von Walter Riester der Riester-Faktor sowie auf Vorschlag der Rürup-Kommission der Nachhaltigkeitsfaktor in die Rentenanpassungsformel integriert, diese bewirken eine Verringerung der Beiträge zur Gesetzlichen Rentenversicherung und zugleich eine Verringerung der Rentenhöhe. Zugleich wurden im Zuge der Rentenreform 2001 mit der so genannten Riester-Rente sowie 2005 mit der Rürup-Rente auf Kapitaldeckung beruhende und steuerbegünstigte private Vorsorgeversicherungen eingeführt, die es ermöglichen sollen, durch private Sparleistungen die Kürzung der Renten der Gesetzlichen Rentenversicherungen auszugleichen.

## Diskussion zur Umstellung auf das Kapitaldeckungsverfahren
Die Frage, ob die Rentenversicherung und die Pflegeversicherung vom Umlageverfahren auf das Kapitaldeckungsverfahren umgestellt werden sollen, ist politisch umstritten. Das Kapitaldeckungsverfahren wird theoretisch von der neoklassischen Theorie gestützt, während postkeynesianisch eine generelle Überlegenheit gegenüber dem Umlageverfahren bestritten wird.

### Demographie
In der umlagefinanzierten gesetzlichen Rentenversicherung steht zu erwarten, dass zukünftig entweder die Beiträge erhöht oder die Renten gesenkt werden müssen, um die Auswirkungen des demographischen Wandels auszugleichen. Es wird diskutiert, ob sich durch einen Wechsel vom Umlage- zum Kapitaldeckungsverfahren eine geringere Belastung für die Beitragszahler ergeben könnte. Eine differenzierte Betrachtung wird dabei möglich, wenn die beiden Merkmale des demografischen Wandels gedanklich getrennt werden: die steigende Lebenserwartung einerseits und die niedrigen Geburtenraten bzw. die schrumpfende Bevölkerung andererseits. 
Steigende Lebenserwartung
Eine längere Lebenserwartung der Rentner bedeutet zwangsläufig, dass die vorhandenen Mittel zur Finanzierung der Renten über einen längeren Zeitraum gestreckt werden müssen (es sei denn, das Renteneintrittsalter wird erhöht). Pro Monat bleibt nur noch weniger Geld für die Rentenzahlungen übrig. Dieser Mechanismus gilt in jedem Rentensystem, ganz gleich, ob es sich um ein Umlageverfahren oder um ein Kapitaldeckungsverfahren handelt. Von Veränderungen der Lebenserwartung werden also beide Systemtypen in der Primärwirkung in derselben Weise betroffen.
Schrumpfende Bevölkerung
Unter der Annahme einer geschlossenen Volkswirtschaft und konstanter Arbeitsproduktivität werden sowohl im Umlageverfahren, als auch im Kapitaldeckungsverfahren bei sinkender Bevölkerungszahl die Rentenleistungen abnehmen. Im Solow-Modell einer geschlossenen Volkswirtschaft auf dem optimalen Wachstumspfad ist der Zinssatz (= Rendite des Kapitaldeckungsverfahrens) gleich der Wachstumsrate der Arbeitnehmerschaft (= Rendite des Umlageverfahrens). Unter der Annahme einer geschlossenen Volkswirtschaft ist das Kapitaldeckungsverfahren also von der demographischen Entwicklung genauso stark betroffen wie das Umlageverfahren.
In der real gegebenen offenen Volkswirtschaft kann allerdings Kapital im Ausland investiert werden. Damit besteht im Kapitaldeckungsverfahren die Chance, im Ausland höhere Renditen zu erzielen. Börsch-Supan u. a. gehen aufgrund dieser Überlegung davon aus, dass der durch den demographischen Wandel ausgelöste Renditerückgang im Kapitaldeckungsverfahren lediglich bei einem Prozent liegen würde und damit geringer wäre als der Rückgang der internen Rendite im Umlageverfahren. Dabei werden allerdings nur durchschnittliche Renditen betrachtet, die immer wieder auftretenden Szenarien, bei denen es zu einem partiellen asset meltdown kommt, werden in diesen Simulationen nicht berücksichtigt.
Bei Auslandsinvestitionen bestehen zusätzliche Risiken (politisches Risiko, Wechselkursrisiko, höhere und schlechter kalkulierbare Inflation). Da den meisten Industrieländern ein demographischer Wandel bevorsteht, bliebe mittelfristig nur die Investition in Schwellenmärkte; die Risiken solcher Investitionen haben sich in jüngerer Zeit in der Tequila-Krise, der Asienkrise oder der Brasilienkrise gezeigt. Zudem hat ein Kapitalabfluss in das Ausland negative Auswirkungen auf die heimische Volkswirtschaft.

### Risiko von Kapitalverlusten
Beim Kapitaldeckungsverfahren entstehen hohe Kapitalreserven. Für diese müssen langfristig sichere Kapitalanlagemöglichkeiten gefunden werden, die je nach Situation der Kapitalmärkte knapp sind. Es besteht ein vergleichsweise hohes Anlagerisiko, insbesondere bei hoher Inflationsrate und in Wirtschaftskrisen. Der Übergang zum Kapitaldeckungsverfahren erhöhe letztlich nicht die ökonomische Sicherheit zukünftiger Rentnergenerationen, stellt also aus Sicht der Gegner und Kritiker aufgrund der damit verbundenen gesamtwirtschaftlichen Risiken keine Lösung der demographisch bedingten Probleme dar.
Dem wird von Meinhard Miegel entgegengehalten, dass „… im Falle eines wirtschaftlichen Zusammenbruchs (des Kapitaldeckungsverfahrens) das umlagefinanzierte Alterssicherungssystem – wie ausgeführt – jederzeit reaktiviert werden kann.“
Ein Anlagerisiko besteht im Umlageverfahren nicht. Das spezifische Risiko im Umlageverfahren liegt aber in der Aufkündigung des gesellschaftlichen Konsenses, auf dem das Umlageverfahren im Generationenvertrag beruht.

### Auswirkung auf das Nationaleinkommen
Nach der Mackenroth-These ist das Umlageverfahren allokationsneutral, da die Sozialausgaben einer Volkswirtschaft (einschließlich der Renten) immer aus dem laufenden Nationaleinkommen erbracht werden müssen. Umlageverfahren und Kapitaldeckungsverfahren sind nur unterschiedliche Verfahren, mit denen das gegebene Nationaleinkommen verteilt wird.
Allerdings wird ausgehend von der Barro-Feldstein-Kontroverse in den 1970er Jahren bis heute kontrovers diskutiert, ob eine Rentenversicherung im Kapitaldeckungsverfahren gegenüber einer Rentenversicherung im Umlageverfahren (in Form des Generationenvertrags) eine höhere gesamtwirtschaftliche Ersparnis bewirkt und in der Folge ein höheres Wirtschaftswachstum und damit in späteren Perioden ein größeres zu verteilendes Nationaleinkommen bewirken kann.
Mit der Rentenreform in Chile wurde erstmals ein Wechsel vom Umlageverfahren zum Kapitaldeckungsverfahren vollzogen, die Ergebnisse wurden genau analysiert. Dem Beispiel Chiles folgten weitere südamerikanische Länder. Dabei zeigte sich in den Ländern, in denen das Rentensystem vom Umlageverfahren auf das Kapitaldeckungsverfahren umgestellt wurde, dass sich die Sparquote in vielen Fällen nicht erhöht hat, in einigen Fällen sogar verringert hat. Ein Zusammenhang zwischen der Art der Organisation des Rentensystems und der Höhe der Sparquote konnte also nicht hergestellt werden. Orszag und Stiglitz kommen zu dem Schluss, dass die Einführung eines Kapitaldeckungsverfahrens für sich genommen keine makroökonomischen Auswirkungen hat. Die Tatsache der Einführung eines Kapitaldeckungsverfahrens führt für sich allein genommen nicht zu einer Erhöhung der gesamtwirtschaftlichen Sparquote, dies hängt vielmehr von dem weiteren Verhalten der Bürger und des Staates ab. Die Einführung eines Kapitaldeckungsverfahrens führt zum Beispiel dann nicht zu einer Erhöhung der gesamtwirtschaftlichen Sparquote, wenn die Rentenersparnisse andere Formen der Kapitalanlage nur ersetzen. Ebenso liegt der Fall, wenn die Bürger oder der Staat im Rahmen der Rentenumstellung in dem Maß Schulden aufnehmen, wie in der Ansparphase ein Kapitalstock aufgebaut wird. In Chile führte die Umstellung auf das Kapitaldeckungsverfahren per Saldo zu einer Verringerung der Sparquote, da sehr hohe Umstellungskosten anfielen. Gleichzeitig führte die Einführung der kapitalgedeckten Rente aber zu einer Reifung des bis dahin unterentwickelten chilenischen Kapitalmarktes, was sich positiv auf das zusätzliche freiwillige Sparverhalten der Chilenen und dadurch auch auf die gesamtwirtschaftliche Sparquote auswirkte.

### Umstellungseffekte
Bei einer Umstellung vom Umlageverfahren auf das Kapitaldeckungsverfahren wird eine Generation von Versicherten doppelt belastet. Neben den weiterhin notwendigen Leistungen, um die bereits (im Umlageverfahren) erworbenen Ansprüche der Leistungsempfänger zu bezahlen, müssten sie Beiträge zum Aufbau eines Kapitalstocks leisten, von dem sie künftig ihre Leistungen erhalten werden. Der umgekehrte Effekt trat bei der Einführung des Umlageverfahrens ein. Die erste Generation von Versicherten erhielt Leistungen, obwohl sie nichts oder wenig eingezahlt hatte. Hierbei wird auch von Einführungsgewinnen gesprochen.
Johann Eekhoff empfiehlt, die Umstellung schlagartig durchzuführen. In der Pflegeversicherung ist es möglich, durch Umstellung auf Kapitaldeckung einen monatlichen Beitrag von maximal 50 € zu garantieren, während die Defizite aus Steuermitteln getragen werden. Selbstverständlich sind die Belastungen in den ersten Jahren nach der Umstellung groß, jedoch bringen zukünftige Pflegefälle bereits einen kleinen Kapitalstock mit, so dass die Belastungen des Steuerhaushaltes immer weiter abnehmen.

### Bildung des Kapitalstocks
Nach Ansicht der Kritiker verursacht bereits die Bildung eines Kapitalfonds gesamtwirtschaftliche Probleme. Bei schrumpfender Bevölkerung sei über einen längeren Zeitraum hinweg ein Anstieg der volkswirtschaftlichen Spar- und Investitionsquote erforderlich, wenn die Versorgung der zukünftigen starken Rentnerjahrgänge aus einem zusätzlichen Wachstum erfolgen soll. Der Versuch, gesamtwirtschaftlich vermehrt zu sparen, könne jedoch misslingen. Er ist mit einem Rückgang der Konsumgüternachfrage verbunden, der nicht ohne weiteres durch mehr Investitionen kompensiert werde. Zwar führen die höheren geplanten Ersparnisse möglicherweise zu Zinssenkungen, doch dürfte dieser Investitionen anregende Effekt die nachfragebedingte Verschlechterung der Absatzchancen kaum wettmachen. Per saldo sei daher ein Rückgang der Unternehmergewinne zu erwarten, wenn es nicht sogar zu Produktions- und Beschäftigungsverlusten komme. Beides sei kaum geeignet, die Investitionstätigkeit zu beleben; eher schon könnte ein Investitionsrückgang und damit das Gegenteil der erhofften Wirkungen eintreten. Im Übrigen würden Zinssenkungen auch die Renditen im Kapitaldeckungsverfahren beeinträchtigen.
Selbst wenn die Bildung eines Kapitalfonds ohne erhebliche Wachstumsverluste möglich wäre, bleibe dessen zukünftige Entlastungswirkung ungewiss. Bei steigender Rentnerzahl sei eine Teilauflösung erforderlich, die das Kapitalmarktangebot erhöhe und den Wert des Fonds möglicherweise stark reduziere. Durch Entsparen steige zudem die Konsumgüternachfrage. Bei Vollbeschäftigung ergeben sich Preissteigerungen, d. h. die Erwerbstätigen werden zu einem realen Konsumverzicht über höhere Preise statt über höhere Beiträge gezwungen. Auch trüge der Inflationsprozess zu einer weiteren Entwertung des Kapitalstocks bei.
Befürworter weisen darauf hin, dass eine verstärkte Kapitalbildung tendenziell zu einem sinkenden Zinsniveau und damit zu besseren Wachstumschancen der Wirtschaft, gleichzeitig aber auch zu sinkenden Kapitalrenditen führt.

## Staaten mit Kapitaldeckungsverfahren
- Chile (chilenische Rentenversicherungen, zum Teil auch Kranken- und Arbeitslosenversicherungen)
- Großbritannien (Rentenversicherung)
- Hongkong (Renten- und Krankenversicherung)
- Schweiz (Pensionskassen als Teilbereich der 2. Säule im Drei-Säulen-System (Schweiz))
- Slowakei (Zweite Säule der Rentenversicherung)

## Belege
1. 1 2  Matthias Graf von der Schulenburg: Versicherungsökonomik: Ein Leitfaden für Studium und Praxis. Verlag Versicherungswirtschaft, 2004, ISBN 3-89952-122-6, S. 374.
2. ↑  Martin Lengwiler: Risikopolitik im Sozialstaat. Die schweizerische Unfallversicherung (1870–1970). 1. Auflage. Böhlau, 2006, ISBN 3-412-08606-1, S. 132.
3. ↑  Matthias Graf von der Schulenburg: Versicherungsökonomik: Ein Leitfaden für Studium und Praxis. Verlag Versicherungswirtschaft, 2004, ISBN 3-89952-122-6, S. 374, 375.
4. ↑  Martin Lengwiler: Risikopolitik im Sozialstaat. Die schweizerische Unfallversicherung (1870-1970). 1. Auflage. Böhlau, 2006, ISBN 3-412-08606-1, S. 132, 133.
5. ↑  Olivier Blanchard, Gerhard Illing: Makroökonomie. 5. Auflage. Addison-Wesley Verlag, 2009, ISBN 978-3-8273-7363-2, S. 347.
6. 1 2  Hermann Ribhegge: Der Einfluß von alternativen Konzeptionen von Alterssicherungssystemen auf Sicherungsniveau, Altersarmut und Einkommensverteilung: Ein Vergleich zwischen Deutschland und den USA. In: Richard Hauser: Alternative Konzeptionen der Sozialen Sicherung. Duncker & Humblot, 1999, ISBN 3-428-09784-X, S. 172.
7. ↑  Christian Christen: Politische Ökonomie der Alterssicherung – Kritik der Reformdebatte um Generationengerechtigkeit, Demographie und kapitalgedeckte Finanzierung. Marburg 2011, ISBN 978-3-89518-872-5; Kapitel 6 „Finanzierung der Alterssicherung“.
8. ↑  C. Helberger, D. Rathjen: Fehlerhafte Erwartungen zur Lebenserwartung in kapitalgedeckten und umlagefinanzierten Altersversicherungen. In: H.P. Galler, G.G. Wagner (Hrsg.): Empirische Forschung und wirtschaftspolitische Beratung. Festschrift für Hans-Jürgen Krupp zum 65. Geburtstag. Frankfurt am Main 1998 (Reihe „Wirtschaftswissenschaft“ 38). S. 398.
9. ↑  Friedericke Trappe: Zur Nachhaltigkeit sozialer Sicherungssysteme. Lit Verlag, 2000, ISBN 3-8258-5063-3, S. 59, 60.
10. 1 2  Hagen Welfens, Börsch-Supan: Springers Handbuch der Volkswirtschaftslehre 2: Wirtschaftspolitik und Weltwirtschaft. 1. Auflage. Springer, 2009, ISBN 978-3-540-61262-9, S. 206.
11. 1 2  Heinz Rothgang: Theorie und Empirie der Pflegeversicherung. 1. Auflage. Lit Verlag, 2010, ISBN 978-3-8258-1342-0, S. 81.
12. 1 2  Martin Lengwiler: Risikopolitik im Sozialstaat. Die schweizerische Unfallversicherung (1870–1970). 1. Auflage. Böhlau, 2006, ISBN 3-412-08606-1, S. 133.
13. ↑  M. Miegel, in: Deutsches Institut für Altersvorsorge: Renditen der gesetzlichen Rentenversicherung im Vergleich zu alternativen Anlageformen. Frankfurt am Main 1998, S. 14.
14. ↑  Franz-Xaver Kaufmann: Sozialpolitik und Sozialstaat: Soziologische Analysen. 3. Auflage. Vs Verlag, 2009, ISBN 978-3-531-16477-9, S. 191.
15. 1 2  Heinz Rothgang: Theorie und Empirie der Pflegeversicherung. 1. Auflage. Lit Verlag, 2010, ISBN 978-3-8258-1342-0, S. 75.
16. ↑  Ebert Stiftung: Alterssicherungspolitik: breitere Versicherungspflicht, Leistungsrücknahmen, ergänzende private Vorsorge, garantierte Mindestsicherung.
17. ↑  Peter R. Orszag, Joseph E. Stiglitz: Rethinking Pension Reform: Ten Myths About Social Security Systems. Präsentiert auf der Konferenz New Ideas About Old Age Security der Weltbank, Washington, D.C., 14.–15. September 1999.
18. ↑  C. Mesa-Lago: Changing social security in Latin America: toward alleviating the social costs of economic reform. Boulder, London 1994, S. 132.
19. ↑  OECD: Latin American Economic Outlook 2008. 2007, ISBN 978-92-64-03826-4, S. 74.
20. ↑  Ribhegge, S. 135.
21. ↑  Bethold E. Wigger: Grundzüge der Finanzwissenschaft. Springer-Lehrbuch. 2. Auflage. Springer, 2007, ISBN 978-3-540-28169-6, S. 224.
22. ↑  Johann Eekhoff: Beschäftigung und soziale Sicherung. 4. Auflage. Mohr Siebeck, 2008, ISBN 978-3-16-149688-2, S. 176, 177.